# Ostrovnoi (Primórie)
|  | Per a altres significats, vegeu «Ostrovnoi». |

Ostrovnoi (en rus: Островной) és un poble del krai de Primórie, a l'Extrem Orient de Rússia, que en el cens del 2010 tenia 3 habitants.